# Patricia McCormick
Patricia McCormick, coneguda com a Patricia McCormick (anglès: Patricia Joan McCormick)  (Seal Beach, 12 de maig de 1930 - Comtat d'Orange, 7 de març de 2023) fou una saltadora nord-americana que destacà durant la dècada del 1950.

## Biografia
Va néixer el 12 de maig de 1930 a la ciutat de Seal Beach, població situada al Comtat d'Orange de l'estat de Califòrnia. Era mare de la també saltadora i medallista olímpica Kelly McCormick.

## Carrera esportiva
Va participar, als 22 anys, en els Jocs Olímpics d'Estiu de 1952 realitzats a Hèlsinki (Finlàndia), on va aconseguir guanyar la medalla d'or en les proves femenines de trampolí de 3 metres i plataforma de 10 metres. En els Jocs Olímpics d'Estiu de 1956 realitzats Melbourne (Austràlia) aconseguí repetir la victòria en aquestes dues disciplines, un fet únicament repetit pel nord-americà Greg Louganis.
Al llarg de la seva carrera guanyà 4 medalles en els Jocs Panamericans, destacant tres medalles d'or.